# Dieu (islam)
Cet article court présente un sujet plus développé dans : Tawhid et Allah.

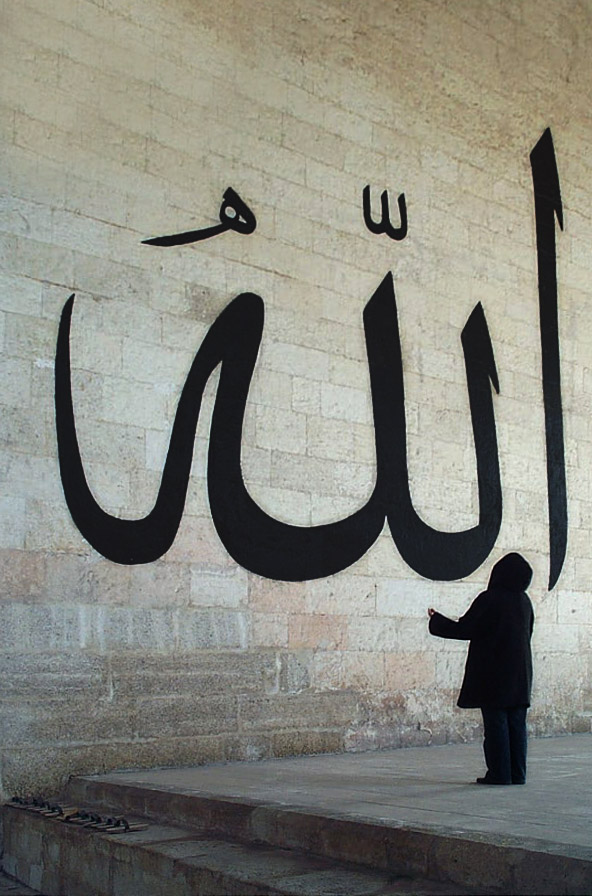
Le nom de Dieu écrit en arabe sur un mur d'Eski Cami à Edirne (Turquie).

Le fondement doctrinal de l'islam est l'unicité (Tawhid) de Dieu (Allah).
- l'unicité dans la seigneurie (tawhid ar-Rouboubiya) : c'est le fait de reconnaître les œuvres spécifiques d'Allah ;
- l'unicité dans l'adoration (tawhid al Oulouhiya) : tout acte d'adoration est voué exclusivement à Allah ;
- l'unicité dans les noms et attributs (tawhid al asma wa sifat).